# Sándor Csányi (Bänker)

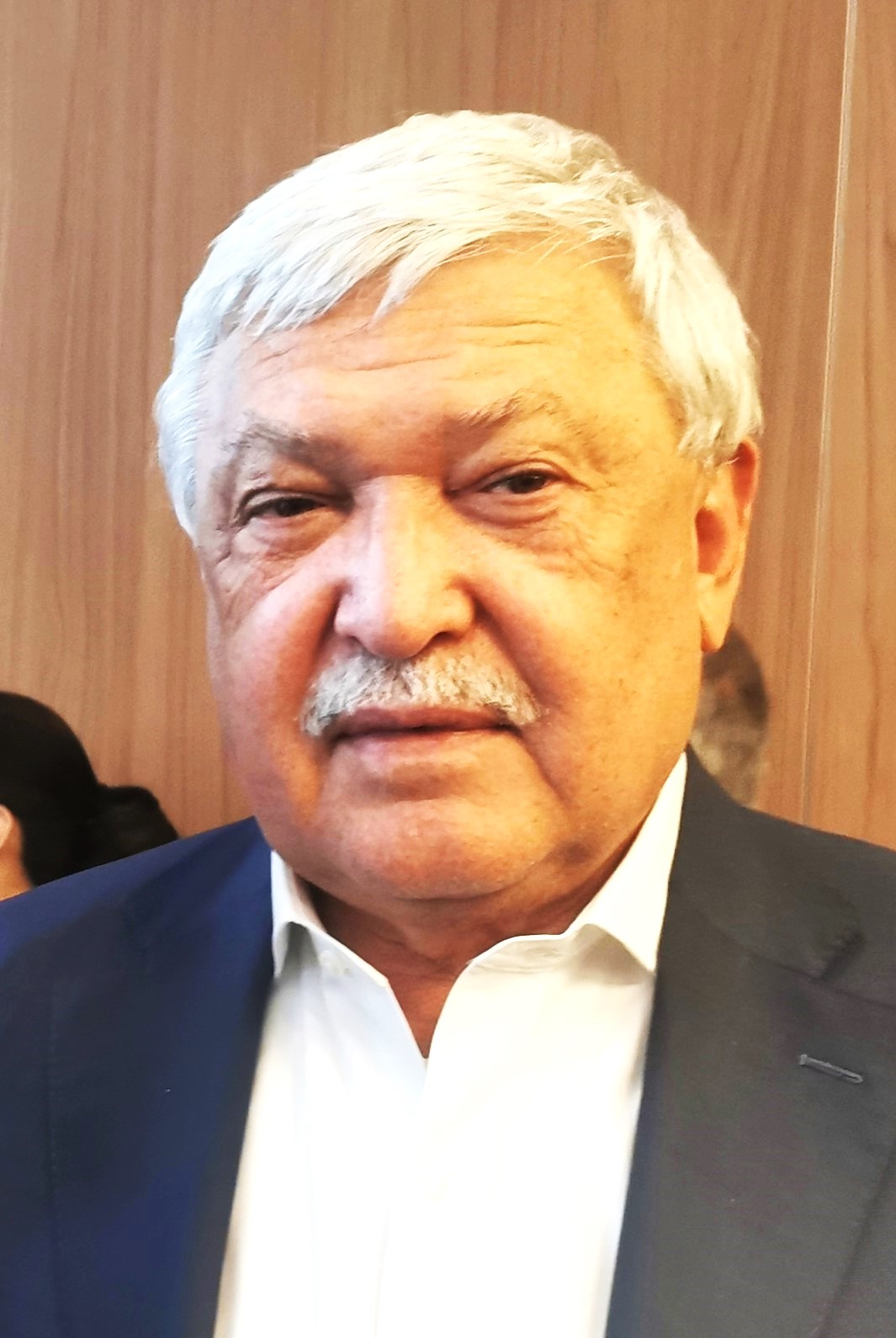
Sándor Csányi (2023)

Sándor Csányi (* 20. März 1953 in Jászárokszállás im Kreis Jászberény) ist ein ungarischer Milliardär, Unternehmer, Chairman und CEO der OTP Bank, einer der größten Finanzgruppen der CEE Region und größten Bank von Ungarn (Stand: Frühjahr 2023). Zudem ist er Miteigentümer der Öl- und Gasgesellschaft MOL sowie von Bonafarm, einer ungarischen Nahrungsmittelgruppe. Sein Vermögen wird (2021) auf etwa 400 Milliarden Forint geschätzt, was über einer Milliarde Euro entspricht.

## Familie und Ausbildung
Seine Eltern arbeiteten in einer Agrarkooperative. Die Familie stammt von den Jász ab. Mit 14 Jahren zog Sándor nach Budapest und schloss dort ein Studium der Ökonomie an der Budapest Business School 1974 ab. An der Karl-Marx-Wirtschaftsuniversität Budapest schloss er einen Masterabschluss 1980 und eine Promotion 1983 an.
Er ist verheiratet und hat fünf Kinder.

## Karriere
Csányi begann im ungarischen Finanzministerium und wechselte 1983–1986 als Abteilungsleiter in das Agrarministerium. 1986–1989 leitete er eine Abteilung der Magyar Hitel Bank, ab 1989 als Vize-CEO. 1992 übernahm er die Leitung der staatlichen OTP Bank und entließ viele Manager. Nach der Privatisierung 1995 begann er die strategische Entwicklung breiter anzulegen, sodass die Gruppe heute in 11 Ländern Ostmitteleuropas für 18,5 Mio. Kunden operiert.
Daneben führt er den Ungarischen Fußballverband (MLSZ) seit 2010. Er übernahm auch Führungspositionen (Vizepräsident) ab 2015 in der UEFA und FIFA, ab 2017 im FIFA-Rat.
Ferner besitzt er den Handballverein SC Pick Szeged. Er ist Ehrenvizepräsident der International Judo Federation.
Auf dem politischen Feld ist mit den ungarischen Ministerpräsidenten Péter Medgyessy und Viktor Orbán befreundet.
Im Jahr 2016 war er in den Skandal um die Panama Papers verwickelt.